# Chrysosoma punctiforme
Chrysosoma punctiforme är en tvåvingeart som beskrevs av Becker 1922. Chrysosoma punctiforme ingår i släktet Chrysosoma och familjen styltflugor. Inga underarter finns listade i Catalogue of Life.